# Дебуа, Теодор
Теодор Дебуа (нидерл. Theodoor Hendrik Nikolaas de Booy; 5 декабря 1882 — 18 февраля 1919) — американский археолог голландского происхождения. Александр Ветмор назвал в его честь недавно вымершего пастушка с Пуэрто-Рико.

## Биография
Сын вице-адмирала. В 1909 году в возрасте 23 лет эмигрировал в США и женился на Элизабет Гамильтон Смит. В 1916 стал гражданином США. В 1911 вместе с женой совершил поездку на Багамские острова. Работая в пещерах и на кухонных кучах, он обнаружил артефакты доколумбовой культуры лукаянов, включая керамику. В следующем году Дебуа уже работал на Музей Хея.
В 1919 скончался от гриппа в Йонкерсе, штат Нью-Йорк.

## Список публикаций
- 1913: Lucayan Artifacts from the Bahamas
- 1915: Pottery from Certain Caves in Eastern Santo Domingo, West Indies
- 1915: Certain West-Indian Superstitions Pertaining to Celts.
- 1916: Notes on the Archaeology of Margarita Island, Venezuela
- 1918: Certain Archaeological Investigations in Trinidad, British West Indies
- 1918: The Virgin Islands Our New Possessions and the British Islands
- 1919: Indian Notes and Monographs Volume 1, No. 2: Santo Domingo Kitchen-Midden and Burial Ground
- 1920: Indian Notes and Monographs Vol. X, No. 3: An Illinois Quilled Necklace
- 1926: Onder de Motilone’s van de Sierre de Perija (Venezuela)